# Gare de Hanság-Nagyerdő
La gare de Hanság-Nagyerdő (en hongrois : Hanság-Nagyerdő vasútállomás) est une halte ferroviaire hongroise, située à Jánossomorja.